# Песчаный Брод (Николаевская область)
Песчаный Брод (укр. Піщаний Брід) — село в Веселиновском районе Николаевской области Украины.
Население по переписи 2001 года составляло 604 человек. Почтовый индекс — 57064. Телефонный код — 5163. Занимает площадь 2,27 км².

## История
Немецкое католическое село Шпеер, основано в 1810 году 189 семьями немецких переселенцев из Бадена, Рейнпфальца, Баварского Пфальца, Эльзаса, Гессена, Пруссии. Жители выселены в
Вартегау в марте 1944 г.
В 1946 году указом ПВС УССР село Шпеер переименовано в Песчаный Брод.

## Местный совет
57063, Николаевская обл., Веселиновский р-н, с. Широколановка, ул. Ленина, 98